# Bytom Rozbark
Bytom Rozbark – dawna wąskotorowa kolejowa stacja towarowa w Bytomiu, w dzielnicy Rozbark, w województwie śląskim, w Polsce. Stacja była zlokalizowana w przybliżeniu na kilometrze 0,0 linii do Suchej Góry i na linii z Pola Północnego do Miasteczka Śląskiego Huty.
Obecną nazwę stacji ma nosić planowany przystanek osobowy na linii kolejowej nr 131, który ma zostać wybudowany w ramach polepszenia dostępu do połączeń aglomeracyjnych.